# 1937 في فنلندا
فيما يلي قوائم الأحداث التي وقعت خلال عام 1937 في فنلندا.

## سياسة

### تعيين في المنصب
- 17 فبراير – رودولف هولستي وزير الخارجية [الإنجليزية]‏.
- 1 مارس – كووستي كاليو رئيس فنلندا.
- 12 مارس – أورهو ككونن وزير الداخلية [الإنجليزية]‏.

### انتهاء فترة المنصب
- 15 فبراير – كووستي كاليو عضو برلمان فنلندا  [لغات أخرى]‏، رئيس وزراء فنلندا.
- 1 مارس – بير إفيند سفينهوفد رئيس فنلندا.
- 12 مارس – أورهو ككونن وزير العدل [الإنجليزية]‏.

## مواليد

### يناير
- 6 يناير – هاري هولكيري

### نوفمبر
- 20 نوفمبر – ييرو مانتيرانتا متزحلق فنلندي.

## وفيات

### أبريل
- 21 أبريل – سايما هارمايا (مواليد 1913)

### نوفمبر
- 27 نوفمبر – إيرو هآبالاينن (مواليد 1880) سياسي فنلندي.